# Pachnephorus beharui
Pachnephorus beharui – gatunek chrząszcza z rodziny stonkowatych i podrodziny Eumolpinae.

## Taksonomia
Gatunek ten opisany został po raz pierwszy w 2007 roku przez Stefana Zoię. Opisu dokonano na podstawie pojedynczego samca odłowionego w 1954 roku. Jako lokalizację typową wskazano Asselę w Oromii w środkowej Etiopii.

## Morfologia
Chrząszcz o ciele długości 2,8 mm. Ubarwienie ma błyszczące, ciemnobrązowe do czarnego bez metalicznego połysku, z ciemnobrązowymi odnóżami i pokrywami oraz rudobrązowymi głaszczkami i nasadowymi częściami czułków. Głowa ma na regularnie wypukłym czole płytki podłużny rowek środkowy oraz poprzeczny wcisk między oczami. Czoło porastają białawe szczecinki oraz białe i jasnobrązowe, do czterech razy dłuższe niż szersze łuski rozdwojone maksymalnie do połowy długości. Powierzchnia czoła jest silnie punktowana. Nadustek jest niepunktowany. Tak szerokie jak długie przedplecze ma silnie i dość gęsto punktowaną powierzchnię oraz nabrzmiałe w odsiebnych  ⅓ boki. Na bokach przedplecza występują białe i jasnobrązowe, od 2,5 do 4 razy dłuższe niż szerokie łuski, rozdwojone przynajmniej do ⅓ swej długości. Pokrywy są półtora raza dłuższe niż szerokie, w nasadowej ⅓ delikatnie wciśnięte, o bokach w początkowych ⅔ słabo zakrzywionych, a dalej równomiernie zakrzywionych ku wierzchołkom. Rzędy są grubo punktowane, po bokach pokryw i u ich podstawy opatrzone białymi szczecinkami. Międzyrzędy są wypukłe, węższe niż punkty rzędów, zaopatrzone w brązowe i miejscami białe łuski o długości od 3 do 4 razy większej niż szerokość, rozwidlone maksymalnie do połowy długości. Podgięcia pokryw są szerokie i nagie. Epimery przedtułowia są silnie punktowane, w odsiebnych narożach mające kilka białawych, rozdwojonych szczecinek. Epimery śródtułowia są całkiem nagie. Epimery zatułowia są wąskie, zaopatrzone w pojedynczy szereg punktów, z których każdy ma jedną białawą szczecinkę. Zapiersie porastają po bokach białe, rozdwojone szczecinki, a pośrodku białe włoski. Na odnóżach występują białawe, rozdwojone łuski.

## Występowanie
Gatunek afrotropikalny, endemiczny dla Etiopii, znany tylko z lokalizacji typowej.